# Puzzle (Marvel Comics)
Puzzle (Billy Russo) (Jigsaw en el original) es un personaje que aparece en los cómics estadounidenses publicados por Marvel Comics. Creado por el escritor Len Wein y el artista Ross Andru, hizo su primera aparición completa en The Amazing Spider-Man #162 (noviembre de 1976). Inició como un villano de Spider-Man y después se convirtió en enemigo de Punisher.
Puzzle fue interpretado por Dominic West en la película de 2008 Punisher: War Zone y por Ben Barnes en las dos temporadas de la serie The Punisher (2017-2019) de Netflix, ambientada en el Universo cinematográfico de Marvel.

## Biografía del personaje ficticio
Billy Russo nació en una familia pobre de origen italiano-estadounidense, Billy fue expulsado de la escuela por Acoso Escolar a los 10 años, y se convirtió en un sicario del inframundo criminal italiano-estadounidense Neoyorquino, debido a su buen aspecto valió el apodo de «El Guapo». También se casó con una mujer llamada Susan, y la golpearía tanto a ella como a su hijo, Henry, que una vez obligó a Henry a ahogar a los gatitos de su gato al amenazar con dispararle a Susan. Después de la fallida ejecución de una pandilla que inadvertidamente llevó a la masacre de la familia Castle, Russo es contratado por Frank Costa de asesinar a todos aquellos conectados a los Castle. Russo mata a todos sus objetivos, excepto a Frank Castle, quien sobrevive a la bomba que Russo había colocado en la casa de Castle. Horas más tarde, Punisher (Frank Castle) sigue a Russo a un club nocturno Maggia. Punisher dispara a todos los asociados de Russo, pero lo deja con vida para enviar un mensaje al crimen organizado después de golpearlo a través de un espejo, un acto que reduce la cara de Russo a un rompecabezas, como un montón de cicatrices.
Aprovechando su faz ahora espantosa, el gánster antiguamente apuesto asumió la identidad de Puzzle, y al principio intenta inculpar al Punisher para asesinarlo. Sin embargo, el plan fracasó debido a la intervención de Spider-Man y Nightcrawler; Spider-Man presencia uno de los asesinatos de Puzzle y una de sus víctimas era un viejo amigo de Nightcrawler. Puzzle después combatió a Spider-Man de nuevo.
Es revelado en la primera miniserie Punisher que Puzzle estaba detrás de un plan para drogar al Punisher, haciendo que su enemigo se comporte erráticamente y ataque a cualquier criminal, incluso por cosas tan leves como tirar basura. Puzzle también intenta matar al Punisher en prisión. Punisher lo enfrenta y lo derrota, y luego evita que Puzzle escapara en un motín carcelario. Más tarde en la serie, a Puzzle le es lavado el cerebro por el Trust para servir como miembro de un escuadrón de asesinos estilo Punisher. Finalmente consigue recordar quién es después de encontrarse con Castle una vez más, y ataca al Punisher, pero es derrotado de nuevo.
Puzzle es sacado de la Isla Ryker por el Rev. quien lo supervisa la importación de una droga venezolana inductora de esterilidad que el Rev pretende probar en la ciudad de Nueva York. Cuando Punisher destruye el envío de drogas, Puzzle trama una pandilla callejera y huye a Venezuela con el Reverendo. Después de que la cara de Puzzle es curado por los poderes del Reverendo, es castigado por Punisher, pero es resucitado por el Reverendo, la asistencia de Belasco. La cara restaurada de Puzzle se destruye, y lo dejan muerto en la jungla en una batalla posterior con Punisher. Puzzle se recupera y posteriormente intenta reingresar ilegalmente a los Estados Unidos, pero es arrestado y devuelto a la isla Ryker. Cuando Punisher es capturado por las autoridades y enviado a la misma prisión, Puzzle lo desfigura y trata de matarlo, pero Punisher sobrevive y escapa de Ryker.
Después de que Punisher es arrestado y condenado a muerte, Puzzle se pone una copia estilizada de su disfraz y se embarca en un alboroto homicida, apuntando a todos aquellos relacionados con la ejecución. Cuando se revela que Punisher aún está vivo, Puzzle muy contento, intenta matarlo, pero Punisher lo domina con la ayuda de Daredevil. Puzzle más tarde se asocia con varios sindicatos, y pone sitio a la herencia de la familia del crimen Geraci, de la cual Punisher se había convertido en el renuente bajo jefe. Puzzle y sus aliados secuestran a Geracis, pero son salvados por Punisher, que dispara a Puzzle en la cabeza.
A continuación, Puzzle establece una operación de artillería, que es dividida por Daredevil y Viuda Negra. Cuando fracasa su intento de negociar con Daredevil (que se había declarado a sí mismo como el nuevo Kingpin), Puzzle busca venganza al entrar en la casa de Daredevil, donde es dominado por Viuda Negra. Jigsaw es remitido a la Balsa, una prisión de supervillanos de la isla, de la que se escapa (rompiendo el brazo de Spider-Man en el proceso) cuando la instalación es atacada por Electro. Una vez libre, Puzzle intenta robar un banco, pero es derrotado por Tigra, esta humillación lo lleva a formar una alianza con el autoproclamado «súper villano Kingpin» Hood; Jigsaw y Hood se filman a sí mismos amenazando y torturando a Tigra. Más tarde, Puzzle participa en el ataque de Hood en el Sanctum Sanctorum, donde intenta atacar a Jessica Jones y Danielle Cage, solo para ser frustrado por Spider-Man.
Puzzle ha reanudado su vendetta contra Punisher, en las páginas de Punisher: War Journal. Ahora llevando un boceto con los colores invertidos del traje de Punisher, Puzzle organizó el lavado de cerebro de un joven oficial de policía auxiliar en el DPNY. Explotando el complejo patológico de «culto al héroe» del ingenuo policía, Puzzle y su nueva novia psiquiatra convierten al joven en una nueva versión de Punisher.
Después de una batalla en el Puente de Brooklyn donde Punisher una vez más perdona la vida de Puzzle, Puzzle es tomado en custodia de S.H.I.E.L.D.. Mientras está encarcelado aparentemente es muerto a tiros por el hombre al que él y su novia (que en realidad era la agente encubierta de S.H.I.E.L.D. Lynn Michaels) le habían lavado el cerebro. Puzzle sobrevivió al intento de su vida, y H.A.M.M.E.R. lo transfirió a una «reprogramación de asilo». Regresa al grupo de Hood en Secret Invasion para ayudar a defenderse de los invasores Skrulls, y se reincorpora nuevamente en Dark Reign para ayudar a atacar a los Nuevos Vengadores.
Puzzle luego se asocia con el desfigurado similar Stuart Clarke. Juntos, los «Hermanos Jigsaw» contratan a Lady Gorgon para hacerse pasar por Maria Castle mientras manipulan a Henry, el aliado de Punisher y al hijo de Jigsaw, para ayudarlos a capturar y matar a Punisher. Después de traicionar y asesinar a Clarke, Jigsaw lucha contra Punisher sobre su propio cuartel general en llamas, solo para caer por el techo del edificio y caer en el fuego de abajo.
Puzzle resurgió cuando las imágenes de él y Spider-Man se mostraron disfrutando de conos de helado juntos mientras estaban bajo la esclavitud del rey de las hadas Oberoth'M'Gozz.
Puzzle recuperado aparece luego en la historia de Civil War II como uno de los criminales que Kingpin ha reunido para ayudarlo a reconstruir su imperio de Nueva York.
Durante el arco de «Search for Tony Stark», Puzzle se unió a la pandilla de Hood y asistió en el ataque a Castillo Doom.

## Poderes y habilidades
Puzzle es un hombre atlético y sin poderes sobrehumanos. Durante su tiempo en prisión fue capaz de perfeccionar su fuerza física a un nivel comparable con Punisher. Tiene una amplia experiencia con técnicas de lucha callejera, y familiaridad con una variedad de armas y técnicas delictivas. Él lleva armas de fuego diferentes, según sea necesario. Él ha sido conocido por usar un exo-esqueleto especial en sus atuendos.
A pesar de que carece de cualquier entrenamiento militar formal, Puzzle es un estratega y táctico excepcional. Su modelo ortodoxo de operar lo hace más difícil para Punisher de anticipar que la mayoría de sus enemigos. Antes de que Puzzle fuese desfigurado era un líder muy carismático y organizador criminal, después del accidente solo este último rasgo se mantuvo.

## Otras versiones

### 2099
Puzzle 2099, originalmente conocido como Multi-Fractor, es un villano de ficción en Marvel 2099 de Marvel Comics. Él es un matón de la Cyber Nostra, la organización criminal principal de 2099 en Nueva York. Era un villano recurrente en The Punisher 2099 y fue creado por Pat Mills y Tony Skinner.
En un incidente, agentes de policía corruptos ponen a Multi-Fractor contra Punisher por el valor de gozo. Punisher cree que ha matado al villano. Los agentes de policía mueren bajo el control del aliado de Punisher, Axel Stone.
Capturado por oficiales militares renegados, su cuerpo se ve aumentada con un caparazón cibernético y un brazo de gorila. El propio brazo fue puesto al revés, pero seguía de esa manera por el capricho de los soldados. Fractor escapa, matando a la mayoría de sus torturadores. Fue asaltado después por jóvenes con una unidad de teletransporte deliberadamente en mal funcionamiento, causando que su cuerpo parezca aún más una labor de retazos.

### Otros Mundos
Puzzle también apareció en dos crossovers del sello editorial Elseworlds Batman/Punisher. En el primer crossover Puzzle se alía con el Joker y los dos pelean contra Punisher y Batman (Jean Paul Valley). En el segundo crossover, Puzzle vuelve a Gotham City y se alía con Joker, una vez más, sometido a una cirugía de reconstrucción facial, aunque su verdadero rostro nunca es visto, ya que lo mantiene oculto bajo una masa de vendas. Su restauración facial es relativamente corta, sin embargo, como Punisher lo desfigura, una vez más con una granada de fragmentación. Curiosamente, es uno de los pocos personajes de Marvel que se hace referencia directa en un libro en la continuidad de DC. Durante la «Saga del Caballero», Jean Paul Valley, que sustituyó a Bruce Wayne como Batman, referencia su batalla con Puzzle durante una alucinación mental.

### Marvel Noir
En Marvel Noir, Puzzle es el asesino superior de Al Capone.

### Punisher MAX
En la historia «Chicas vestidas de blanco», Puzzle — utilizando el alias de «El Pesado» - es mostrado trabajando para el cartel de droga mexicano al que Punisher viajó al sur de la frontera para eliminar. Puzzle desarrolla un plan para desmoralizar a Frank poco después del 30 aniversario del asesinato de su familia al hacerle creer que le disparó y mató a una niña. Frank vio a través del esquema después de realizar una autopsia improvisada. Durante una redada en la base del cartel, Frank y Puzzle tienen una pelea que resulta en la caída de Puzzle a través de una ventana rota y en un tren de carga que pasa. En la actualidad se desconoce si sobrevivió.

## En otros medios

### Televisión
- Billy Russo aparece en The Punisher, interpretado por Ben Barnes.[38] Russo es el antiguo mejor amigo de Castle que sirvió junto a él en el Reconocimiento de Fuerzas de la Infantería de Marina como Francotirador Scout, con 129 muertes confirmadas. Después de dejar los Marines, Russo fundó Anvil, su propia empresa privada de contratación militar.[39] En su juventud, su madre era adicta a las metanfetaminas y fue internado en un hogar de acogida. Russo casi fue molestado cuando era niño, pero logró defenderse.[40] Se unió a la Infantería de Marina y se hizo amigo de Castle, quien lo apodó «Billy el Guapo» debido a su buena apariencia y sus hábitos de mujer. En realidad, Russo y Castle están trabajando para un programa ilegal de operaciones negras establecido por William Rawlins. Después de una misión fallida que resulta en la muerte de varios de sus compañeros de escuadrón, Russo se retira de la unidad y sugiere que Castle haga lo mismo.[41] En la actualidad, la agente de DHS Dinah Madani comienza a entrevistar y cuestionar a Russo sobre su asociación con Frank Castle.[42] Russo seduce a Madani y entra en una relación con ella,[43] pero se molesta cuando se entera de que ella está investigando a Frank y que él todavía está vivo. Se reúne con Castle y trata de persuadirlo para que comience una nueva vida, pero Castle se niega. Sin embargo, se revela que Russo está en liga con Rawlins.[44] Russo y Rawlins planean deshacerse de Castle y de cualquiera que pueda vincularlos con Kandahar.[45] Russo y varios contratistas de Anvil son engañados por Dinah para que sigan una pista falsa sobre Castle con la intención de ejecutarlo, lo que resulta en un tiroteo en el que varios oficiales SWAT y varios de los hombres de Russo son asesinados. Russo se escapa después de apuñalar a muerte a la pareja de Dinah, Sam Stein.[40] Dinah, al enterarse de que todos los contratistas estaban trabajando para Anvil, se da cuenta de la complicidad de Russo en el asesinato de Stein.[46] Russo y Rawlins más tarde capturan a Castle, pero Russo engaña a Rawlins y lo deja a merced de Frank.[47] Más tarde tiene un enfrentamiento con Castle en el carrusel donde murió la familia de este último. La pelea termina con Castle golpeando repetidamente la cara de Billy en un espejo de carrusel, mutilando y desfigurando su cara. Russo es visto por última vez en una cama de hospital con la cabeza envuelta en vendas, y Castle está informado de que Russo ha sufrido un traumatismo craneal grave y pérdida de sangre, y puede sufrir una grave pérdida de memoria si alguna vez se despierta.[48] En la segunda temporada, Billy, quien se recuperó pero sufrió una pérdida de memoria junto con una cicatriz en su rostro, comienza a usar una máscara con rostro destrozado y recibe ayuda psiquiátrica de la Dra. Krista Dumont.[49] Se escapa con la Dra. Dumont y se refugia en el departamento de Dumont.[50] Russo comienza a actuar de manera violenta,[51] pero con la Dra. Dumont teniendo un interés sexual en él.[52] Todo esto culmina en Russo y varios exmilitares soldados que roban un banco y se reencuentran con Castle, está versión de Puzzle es un pandillero en vez de un mafioso italiano.[53] Traza, pero no logra enmarcar a Castle por matar a inocentes, pero sin embargo planea huir con la Dra. Dumont.[54] Cuando Madani empuja a la Dra. Dumont por la ventana, Russo enojado carga y golpea a Madani, pero no antes de que le disparen tres veces. Él continuamente no se arregla y pide ayuda a Curtis Hoyle. Sangrando y sin esperanza de sobrevivir, Billy tiene un último encuentro con Castle, quien, cansado de su interferencia, lo dispara y lo mata.[55]

### Películas
- Puzzle fue incluido en uno de los primeros borradores de Michael France de The Punisher.[56] El actor Thomas Jane, quien interpretó a Punisher, reveló que si la película tenía éxito, Puzzle iba a ser el villano principal en la secuela,[57] que en última instancia, nunca se produjo.
- Puzzle aparece en Punisher: War Zone, interpretado por Dominic West. En la película, el nombre del personaje es Billy «El Guapo» Russoti. Russoti se presenta asistiendo a una cena de la mafia, que ataca Punisher. Russoti se escapa de la masacre subsiguiente, pero es perseguido hasta su planta de reciclaje, donde cae en una trituradora de vidrio, y es destrozado cuando Punisher enciende la máquina. Billy sobrevive, pero su cirujano plástico no puede restaurar su rostro mutilado, lo que indica que los músculos faciales, los tendones, la piel y la estructura ósea de Russoti sufrieron daños irreparables. Después de matar al cirujano, Russotti se renueva a sí mismo «Puzzle». Luego libera a su hermano, James «Loony Bin Jim» Russoti, fuera de un asilo, para ayudarlo a vengarse de Punisher. En la batalla final en el Hotel Brad Street, Puzzle es empalado y arrojado al fuego por Punisher.[58]

### Videojuegos
- En el videojuego de 1993 de Capcom en la versión of The Punisher, Puzzle aparece como un subjefe en la sexta y última etapa del juego, donde pelea dentro de un ascensor en movimiento dentro de la guarida del Kingpin, armado con un fusil M16. La versión del juego de Puzzle es un cambio de cabeza de un personaje enemigo genérico denominado «Gaullee» y, a diferencia de otros jefe en el juego, no tiene líneas de diálogo con el jugador.

- Un personaje basado en Puzzle también apareció en el videojuego de 2005 The Punisher, pero con un origen que vincula directamente a la película de 2004 The Punisher. En esta versión, Puzzle es John Saint, el hijo de Howard Saint (el principal antagonista de la película y el hombre responsable de la muerte de la familia de Frank Castle). La explosión en el final de la película no lo mata. Similar a Puzzle de Marvel Comics, la explosión envía a John a través de una ventana, desfigurando su rostro. Utilizando el nombre de Puzzle, se ocupa de los viejos negocios de su padre, jurando venganza sobre Punisher. También es un teniente rebelde de la organización yakuza llamado el «Sol Eterno» y el jefe final del juego. Después de derrotar a Puzzle, se muestra una escena donde Punisher aparentemente mata a Puzzle arrojándolo de un helicóptero en pleno vuelo.

- Puzzle aparece en la videojuego descargable para PlayStation Network The Punisher: No Mercy como uno de los muchos villanos jugables.

### Juguetes
- En 2006, Puzzle fue una de las figuras en la segunda ola de la serie «Face-Off» de Marvel Legends. Fue emparejado con Punisher y se produjo en dos versiones, una con un traje de negocios y una con un traje de Punisher. Los dos fueron lanzados en diciembre de 2006.[59]

- En 2008, un set de miniaturas fue anunciada que se basa en Punisher: War Zone, la película. El set posee al civil Frank Castle (el Punisher), Puzzle, y Looney Bin Jim, el hermano asesino caníbal mental de Puzzle. Los juguetes también vienen con mini armas. Son esculpidos y diseñados por Art Asylum y con 14 puntos de articulación, así como accesorios de la película.[cita requerida]

- En 2009, Hasbro publicó una figura de Puzzle en su línea de juguetes Mighty Muggs, que vino con una pistola de plata.